# Ricky Gianco
Ricky Gianco, pseudonimo di Riccardo Sanna (Lodi, 18 febbraio 1943), è un cantante, chitarrista, compositore e produttore discografico italiano.
È stato talvolta accreditato come Ricky Sanna. Al pari di altri urlatori che hanno iniziato la carriera nei tardi anni cinquanta è considerato uno dei padri della musica rock italiana.
Definito dall'Enciclopedia del rock italiano come il "Pete Seeger italiano", è uno dei precursori della chitarra rock and roll in Italia. Suo compagno di debutto fu Gino Santercole, nipote di Adriano Celentano e primo chitarrista del gruppo de I Ribelli.

## Biografia

### Le origini e gli Anni '60
Nel 1958 è stato chitarrista del trio "Pepe, Pietruccio & Lallo" (poi divenuti Dik Dik). Nel 1959 incide il suo primo disco sotto il nome di "Ricky Sann": Ciao ti dirò per l'Excelsius, etichetta discografica torinese legata alla Cetra, con sul retro una sua versione di Bye Bye Love degli Everly Brothers.
Il suo secondo disco è invece un rock all'italiana: Precipito, inciso anche da Brunetta. 
Urlatore convertito al rock and roll, nel 1960 collabora con I Ribelli e, successivamente, con i Quelli, precursori della Premiata Forneria Marconi. Sempre in quell'anno fonda la propria band, "Ricky Sanna e il suo complesso", assieme a Luigi Tenco al sax ed Enzo Jannacci al pianoforte; con i due musicisti pubblica il singolo Distrattamente.
Successiva è un'incisione con Gino Paoli Come un bambino, pubblicata sotto il nome d'arte "Ricky e un altro".
Dopo una stagione si unisce a Colin Hicks and his Cabin Boys, e nel 1961 entra nel Clan Celentano, esperienza che brevemente lo porterà a una brusca rottura con il "Molleggiato" dopo aver inciso per se, Vedrai che passerà e nel 1962 Non c'è pietà, versione italiana di Unchain my Heart di Ray Charles.
Nel Cantagiro 1962 accadde - secondo notizie di stampa - uno strano episodio che coinvolse Gianco in prima persona: Celentano, indisponibile a esibirsi, doveva farsi sostituire e per tale sostituzione venne designato il cantante lodigiano che, tuttavia, sarebbe stato ostacolato dallo stesso Celentano, il quale non avrebbe gradito che venisse eseguita, in sua vece, la sua canzone hit del momento: Stai lontana da me. Prima dell'esibizione, un inganno sarebbe stato ordito dal gruppo che supportava all'epoca Celentano per far sì che Claudio Villa, Luciano Tajoli e Teddy Reno rinchiudessero Gianco in un camerino al fine di boicottare la sua presenza sul palco.
Uno dei brani maggiormente trasgressivi e spiritosi di Gianco, indicativo anche dei cambiamenti di costume in corso all'epoca in cui fu pubblicato, è sicuramente Cavallina Rock. Si tratta di una canzone dal ritmo velocissimo a tempo di rock and roll il cui ritornello - Siamo tutti nella merda - viene ripetuto in maniera ossessiva fino a costituire di fatto, il contenuto centrale del testo. La canzone fa parte della colonna sonora del film Liquirizia, girato nel 1979 da Salvatore Samperi. Nella sequenza che precede di poco il finale della pellicola, Gianco la esegue live su un palcoscenico di un teatrino di periferia, accompagnato dal suo gruppo rock. Sul palco un gruppo di indiavolati ballerini accompagna il motivo con movimenti coreografici che mimano il nuoto e l'immersione (simulando il contestuale - e quantomai necessario - gesto del turarsi le narici).
Nel proseguimento dell'attività (anno 1963) Gianco pubblica tre album con la Jaguar, intitolati Una giornata con Ricky Gianco, Ai miei amici di "Ciao amici" e Ricky Gianco Show.
È in questo periodo che Gianco compone un considerevole numero di canzoni (fra cui Pugni chiusi, composta insieme a Luciano Beretta e Gianni Dall'Aglio, e portata al successo dai Ribelli di Demetrio Stratos), traduce testi inglesi (di canzoni di genere beat) mostrando un vivo interesse per la produzione dei Beatles. Degni di nota sono i singolari brani scritti con Gian Pieretti che Gianco eseguì manifestando un originale talento anche come chitarrista.

### Gli Anni '70 e la collaborazione con Gianfranco Manfredi
Negli anni settanta porta avanti alcuni progetti musicali (e in seguito teatrali) con il cantautore Gianfranco Manfredi, fra i quali spicca l'album Zombie di tutto il mondo unitevi pubblicato nel 1977 (lavoro del quale Ricky Gianco è autore di tutte le musiche).
Parallelamente si dedica anche all'attività di discografico: infatti nel 1973 fonda la Intingo e poi, l'anno successivo (con Nanni Ricordi) l'Ultima Spiaggia.

### Anni '80 e '90
Nel 1987 è l'orco in Pollicino di Hans Werner Henze, con Fedora Barbieri al Teatro Comunale di Firenze.
Più tardi torna a collaborare con Paoli per la canzone Parigi con le gambe aperte ed alla tournée del 1989 da cui è stato tratto l'omonimo album live.
Nel 1992 esce l'album Piccolo è bello, che include il singolo Anche un vagabondo, con la partecipazione di Roberto Manfredi e il musicista Gaudi.

### Il nuovo millennio
Nel 2003, insieme a Gianfranco Manfredi e Velia Mantegazza promuove la realizzazione del cd Danni collaterali per solidarietà con le popolazioni dell'Iraq, con la partecipazione di Eugenio Finardi, Claudio Lolli, Gino Paoli, Suso, Gianfranco Manfredi, Teresa De Sio, Patrizio Fariselli Project, Angela Baggi, Skiantos, Lella Costa e Yo Yo Mundi.
Nel 2004 ha portato in teatro uno spettacolo scritto a quattro mani con Alberto Tonti intitolato È rock'n'roll (dal titolo di una sua canzone inclusa nell'album omonimo del 1991) in cui racconta i primi dieci anni di vita della musica rock, dal 1954 al 1964, ovvero fino all'esplosione del fenomeno Beatles (che Gianco ebbe modo di conoscere durante la sua permanenza in Inghilterra nei primi anni sessanta e dei quali ha eseguito in disco e in concerto diverse cover).
Dal 2007 conduce la trasmissione Tuttifrutti su Radio 24.
Il 9 maggio 2009 è ospite d'onore al premio Donida, al Teatro Derby di Milano, dedicato al maestro Carlo Donida, insieme ad altri artisti quali Mogol, Mario Lavezzi, Platinette, e Michele Fenati e il suo Quartetto.
Il 25 settembre 2013 partecipa al concerto per festeggiare i cinquant'anni di carriera di Gian Pieretti, che si tiene all'Auditorium di Mortara (dove il cantautore risiede) un concerto a cui partecipano molti musicisti tra cui Viola Valentino, Ivan Cattaneo, Marco Bonino, Mario Tessuto, Paky Canzi, Donatello, i Camaleonti ed Elisabetta Viviani, oltre allo stesso Pieretti.
Il 10 maggio 2014 a Vobarno riceve la Targa alla Carriera, durante la manifestazione Musica da Bere.
Il 28 gennaio 2024 è ospite di Mara Venier a Domenica in e canta i suoi successi "Sei rimasta sola", "Tu vedrai" e "Pugni chiusi".

## Discografia

### Album in studio
- 1963: Una giornata con Ricky Gianco (Jaguar Records, JGR 73000)
- 1965: Ai miei amici di "Ciao amici" (Jaguar, JGR 74002)
- 1965: Ricky Gianco Show (Jaguar, JGR 74003)
- 1968: Ricky Gianco Special (Dischi Ricordi, MRP 9051)
- 1975: Braccio di Ferro (Intingo, ITGL 14005; realizzato con la denominazione Braccio di Ferro)
- 1976: Quel rissoso, irascibile, carissimo Braccio di Ferro (Intingo, ITGL 14007; realizzato con la denominazione "Braccio di Ferro")
- 1976: Alla mia mam... (Ultima Spiaggia, ZLUS 55187)
- 1978: Arcimboldo (Ultima Spiaggia, ZPLS 34046)
- 1979: Liquirizia (Fontana Records, 6323 811)
- 1982: Non si può smettere di fumare (Fonit Cetra, LPX 100)
- 1987: Arcimboldo (RCA Italiana; ristampa promozionale dell'album del 1978, in occasione della mostra "Arcimboldo" (Venezia, Palazzo Grassi). Con copertina a sfondo nero anziché bianco.)
- 1989: Di nuca (New Enigma, NEM 47714)
- 1991: È rock & roll (Fonit Cetra, TLPX 277)
- 1992: Piccolo è bello (Fonit Cetra)
- 1993: Ricky Gianco Special (Dischi Ricordi; ristampa dell'LP del 1968)
- 1995 : Il meglio di Ricky Gianco , D.V. MORE,
- 1997 : Ricky Gianco: i successi , D.V. MORE,
- 1999 : Tandem (Ricky Gianco & ...) , (Ricky Gianco con Autori Vari), Columbia, COL 497529 1
- 2005 : Ricky Gianco Collection , EDEL
- 2009 : Di santa ragione , EDEL
- 2010 : Come un bambino (On Sale Music, 64 OSM 084)

#### Album in studio con altri artisti
- 1966: Canzoni per le vostre vacanze (Dischi Ricordi, MRL 6054; con Equipe 84, Dik Dik e altri)
- 1970: Il Supergruppo (Dischi Ricordi, SMRL 6069; con Il Supergruppo)
- 1975: Disco dell'angoscia (Ultima Spiaggia, ZLUS 55181; con Gianfranco Manfredi, Ninni Carucci e altri)
- 1985: Che fine ha fatto Baby Lonia? (Fonit Cetra, LPX 148; con Gianfranco Manfredi)

### Singoli
- 1959: Ciao ti dirò/Bye bye love (Excelsius, EXS 0209; inciso come Ricky Sann)
- 1959: Precipito/Senza parole (Excelsius, EXS 0227; inciso come Ricky Sann)
- 1959: La notte/Twenty Flight Rock (Excelsius, EXS 0228; inciso come Ricky Sann)
- 1960: Ribelli in blues/La camicia blu (Italdisc, IR69; inciso con I Ribelli)
- 1960: Distrattamente/Dubbi (Tavola Rotonda, T 70004; inciso come Ricky Sanna)
- 1961: Le tue piccole mani/Are you sure (Tavola Rotonda, T 70008; inciso come Ricky Sanna)
- 1961: Come un bambino/Mi tufferò con te (Tavola Rotonda, T 70009; con Gino Paoli sul lato A, che usa lo pseudonimo Un altro; pubblicato anche dalla Round Table, RT 0021; inciso come Ricky Sanna)
- 1961: Si chiudono le scuole/Vedi vedi (quella stellina) (Tavola Rotonda, T 70012; inciso come Ricky Sanna)
- 1961: Un uomo vivo/Slogan (Nuova Enigmistica Tascabile, N 333; lato B cantato da Bruno Gavazzi; inciso come Ricky Sanna)
- 1961: Italian twist/The twist (Dischi Ricordi, SRL 10227; con Nuccia Bongiovanni, pubblicato con la denominazione Ricky & Nuccia con i Twisters)
- 1962: Vedrai che passerà/Te ne vai (Clan Celentano, ACC 24000)
- 1962: Tu vedrai/Il mio mondo/Non c'è pietà (Clan Celentano, ACC 24006)
- 1963: A mani vuote/Il tramonto (Jaguar, JG 70001)
- 1963: Eva/Come facette mammeta (Jaguar, JG 70002)
- 1963: Ti cercherò/Prima di tutto sono giovane (Jaguar, JG 70005)
- 1964: Lo scoiattolo/La slitta dei sogni (Jaguar, JG 70006)
- 1964: Non ti potrò scordare/Yum Yum (Jaguar, JG 70008)
- 1964: È la fine/Cuore di negro (Jaguar, JG 70013)
- 1964: Cambia tattica/Guardo il mondo (Jaguar, JG 70026)
- 1965: Devi essere tu/Come lei (Jaguar, JG 70030)
- 1965: La mia voce/...e quando/Quanto tempo passerà (Jaguar, JG 70033; disco tris)
- 1965: ...e quando/Amore ricorda (Jaguar, JG 70039)
- 1965: Ho visto piangere un mio amico/Non cercarmi (Jaguar, JG 70043)
- 1966: Non è il caso/Dimmi perché (Jaguar, JG 70052)
- 1966: Oggi/Credi che (Dischi Ricordi, SRL 10-422)
- 1967: Un altro paese/Come una donna (Dischi Ricordi, SRL 10-453)
- 1967: L'ora dell'amore/I fiori della valle (Dischi Ricordi, SRL 10-474)
- 1968: I miei pensieri/Un aquilone (Dischi Ricordi, SRL 10-512)
- 1969: Un cavallo bianco/Luisa (Dischi Ricordi, SRL 10-543)
- 1970: Occhi pieni di vento/Al monte degli ulivi (Dischi Ricordi, SRL 10-616)
- 1972: Una città nell'eternità/Spazio per due (Dischi Ricordi, SRL 10-682; realizzato con la denominazione Nanni Rauco)
- 1975: Il circo filastrocca/Il grande colibrì (Ariston Records, AR 00702)
- 1975: Pop pop Popeye/Il mare (Intingo, ITG 403; realizzato con la denominazione Braccio di Ferro)
- 1976: Son Braccio di Ferro, yes/Olivia innamorata (Intingo, ITG 408; realizzato con la denominazione Braccio di Ferro)
- 1976: Jingle bells/C'è un orsetto tutto nero (Intingo, ITG 411; realizzato con la denominazione Braccio di Ferro)
- 1976: Un amore/Mangia insieme a noi (Ultima Spiaggia, ZUS 50573)
- 1977: Io voglio stare bene/A Nervi nel '92 (Ultima Spiaggia, ZBS 7006)
- 1977: Pensierini/Noi boa (Ultima Spiaggia, ZBS 7068; con Gianfranco Manfredi, con la denominazione Manfreud)
- 1977: Brutus/Me, io sono sensibile (Intingo, ITG 412; realizzato con la denominazione Braccio di Ferro)
- 1978: Tutti frutti/Eri piccola così (Intingo, ITG 415; realizzato con la denominazione Braccio di Ferro)
- 1978: Arcimboldo/Il fiume Po (Ultima Spiaggia, ZBS 7102)

#### Singoli con altri artisti
- 1968: Un piccolo aiuto dagli amici/Cerchi solo amore (Dischi Ricordi, SRL 10.482; con la denominazione I Soliti Ignoti)
- 1968: Johnson/Come una caramella (Dischi Ricordi, SRL 10.509; con la denominazione Nessuno & i Soliti Ignoti)
- 1970: Ehi ehi cosa non farei/Bocca dolce (Dischi Ricordi, SRL 10.577; con Il Supergruppo)
- 1970: Accidenti/Salviamo e balsamiamo (Dischi Ricordi, SRL 10.582; con Il Supergruppo)
- 1970: Star con te è morir/Vieni con noi (Dischi Ricordi, SRL 10.597; con Il Supergruppo)

## Filmografia parziale

### Attore
- Per una valigia piena di donne, regia di Renzo Russo (1964) – film documentario
- Un'anguilla da 300 milioni, regia di Salvatore Samperi (1971)
- Liquirizia, regia di Salvatore Samperi (1979) – coautore delle musiche della colonna sonora
- Io, noi e Gaber,[10] regia di Riccardo Milani – docufilm (2023) - se stesso

### Colonne sonore
Capriccio all'italiana, regia di Mauro Bolognini, Mario Monicelli, Pier Paolo Pasolini, Steno, Pino Zac, Franco Rossi: episodio Il mostro della domenica di Steno

## Citazioni
Nel libro La terra della mia anima dello scrittore di noir Massimo Carlotto, il cantante viene individuato come il preferito di Beniamino Rossini, da cui l'autore ha preso spunto per uno dei protagonisti della serie de L'Alligatore, e vengono citate alcune delle sue canzoni come Precipito, Ogni mattina, Sei rimasta sola.
Nell'incipit del libro Le irregolari, sempre di Massimo Carlotto viene citato il testo della canzone Fango. Ancora, nelle ultime pagine del libro, assieme a Massimo Carlotto e al musicista Maurizio Camardi, Ricki Gianco partecipa a un'azione di protesta in Argentina nel 1998, esibendosi in una milonga che narra la storia di un giovane desaparecido di fronte alla caserma in cui sono stati torturati migliaia di oppositori e sospettati.